# Dachkapazität

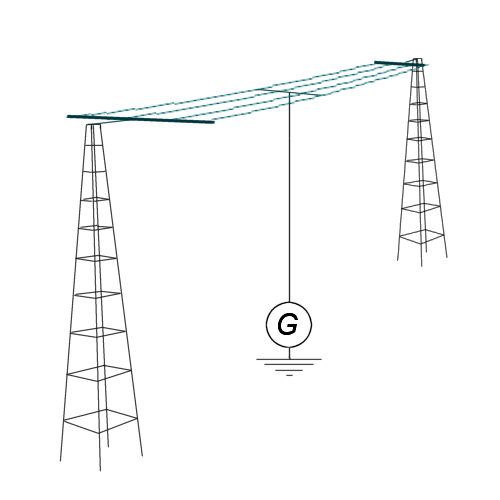
Beispiel einer elektrisch verlängerten Antenne (senkrechter Draht in der Mitte) mit Dachkapazität (oben): T-Antenne.

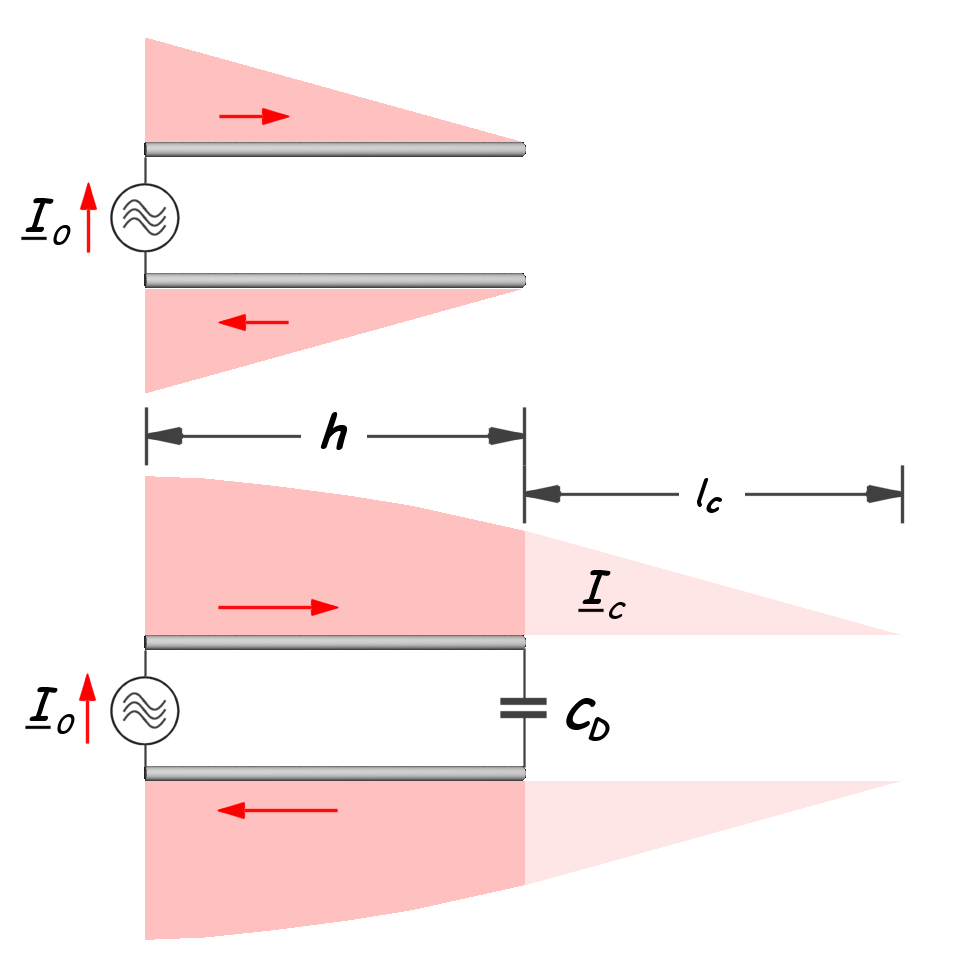
Oben: Leitungsmodell einer kurzen Vertikalantenne, unten: Leitungsmodell einer mit einer Dachkapazität elektrisch verlängerten Vertikalantenne.

Als Dachkapazität bezeichnet man eine flächige, elektrisch leitfähige Struktur, die auf der Spitze einer Antenne oder eines selbststrahlenden Sendemastes montiert ist. Sie erhöht die Elektrische Länge der Antenne, so dass diese kürzer gebaut werden kann, als es für eine Monopolantenne (ohne „Dach“) nötig wäre. 
Um den elektrischen Widerstand des Gegenpols niedrig zu halten, wird um den Antennenfußpunkt herum entweder ein Erdnetz aus (zumeist radial angeordneten) Drähten eingegraben oder eine Drahtstruktur als Gegengewicht oberhalb des Erdbodens angeordnet. So wird ein großer Anteil der Sendeleistung tatsächlich abgestrahlt, statt nur das Erdreich an der Antenne zu erwärmen.
Trotz dieser Maßnahme ist der verkürzte Dipol gegenüber einer Antenne mit einer realen Antennenhöhe von etwa λ/4 im Wirkungsgrad benachteiligt.

## Berechnung
Durch die geeignete Wahl der Dachkapazität {\displaystyle C_{D}} wird die Höhe der Antenne um einen Wert {\displaystyle l_{c}} elektrisch verlängert
{\displaystyle h+l_{c}={\frac {\lambda }{4}}},
und zusätzlich mit Hilfe einer Verlängerungsspule am unteren Ende auf Resonanz eingestellt. Der Antennenstrom {\displaystyle I_{0}} ist entlang der Antennenhöhe nahezu gleichförmig verteilt und gegenüber einer Antenne ohne Dachkapazität um den Anteil {\displaystyle I_{c}} des Kondensatorstromes vergrößert. Deshalb ergibt sich ein Strahlungswiderstand, der bis zu viermal so groß ist wie bei einer kurzen Vertikalantenne ohne Dachkapazität.
An der Abstrahlung der elektromagnetischen Welle ist die Dachkapazität nicht beteiligt, da sie nicht der genutzten Polarisationsebene entspricht. Abgestrahlt wird die Welle nur durch den in der Grafik dargestellten vertikalen Draht, dessen elektrischer Querschnitt üblicherweise zum Bündelleiter vergrößert wird.

## Bauformen
Ein Beispiel für so eine Anordnung ist die Schirmantenne.
Kann ein Vertikalstrahler – vor allem im Langwellenbereich – nicht in der für einen Viertelwellenstrahler erforderlichen Länge gebaut werden, dann werden an seiner Spitze horizontale Drähte oder Drahtnetze gespannt, die als Dachkapazität den Strahler elektrisch verlängern. So sind beispielsweise die Langwellensender der Sendeanlagen in Mainflingen aufgebaut.
Die Dachkapazität des Deutschlandsenders in Herzberg (Elster) war eine Besonderheit. Sie bestand aus einer innen begehbaren Linse mit einem Durchmesser von 25 m und einer Höhe von 4 m. Als Antenne diente ein 325 m hoher abgespannter und gegen Erde isolierter selbststrahlender Sendemast. Zur Verringerung der Erdverluste wurden um den Antennenfußpunkt strahlenförmig insgesamt 35 km verzinkte Bandeisen verlegt. Die Anlage wurde im Zweiten Weltkrieg zerstört und später demontiert.

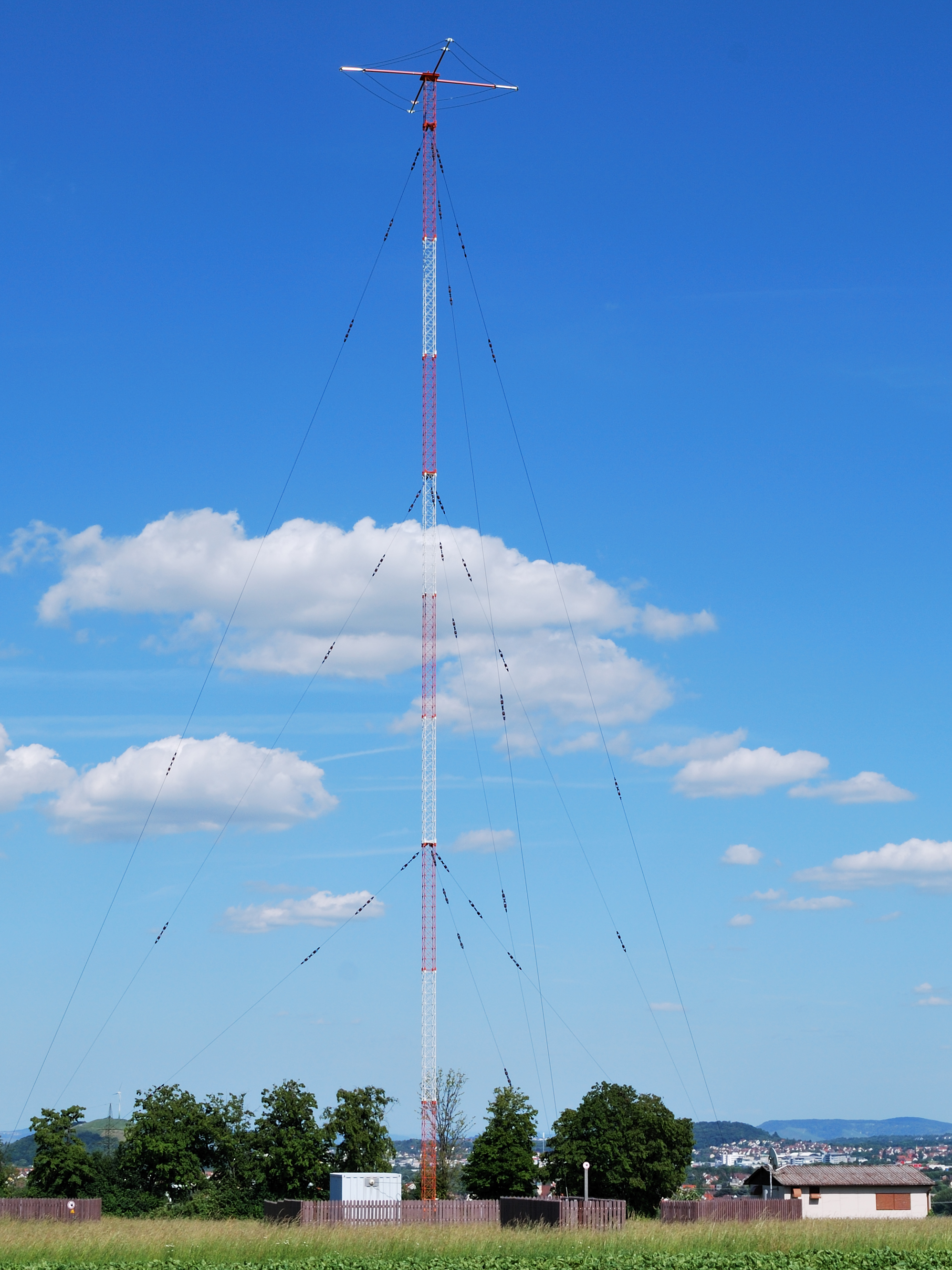
Antenne des AFN in Hirschlanden (Ditzingen)
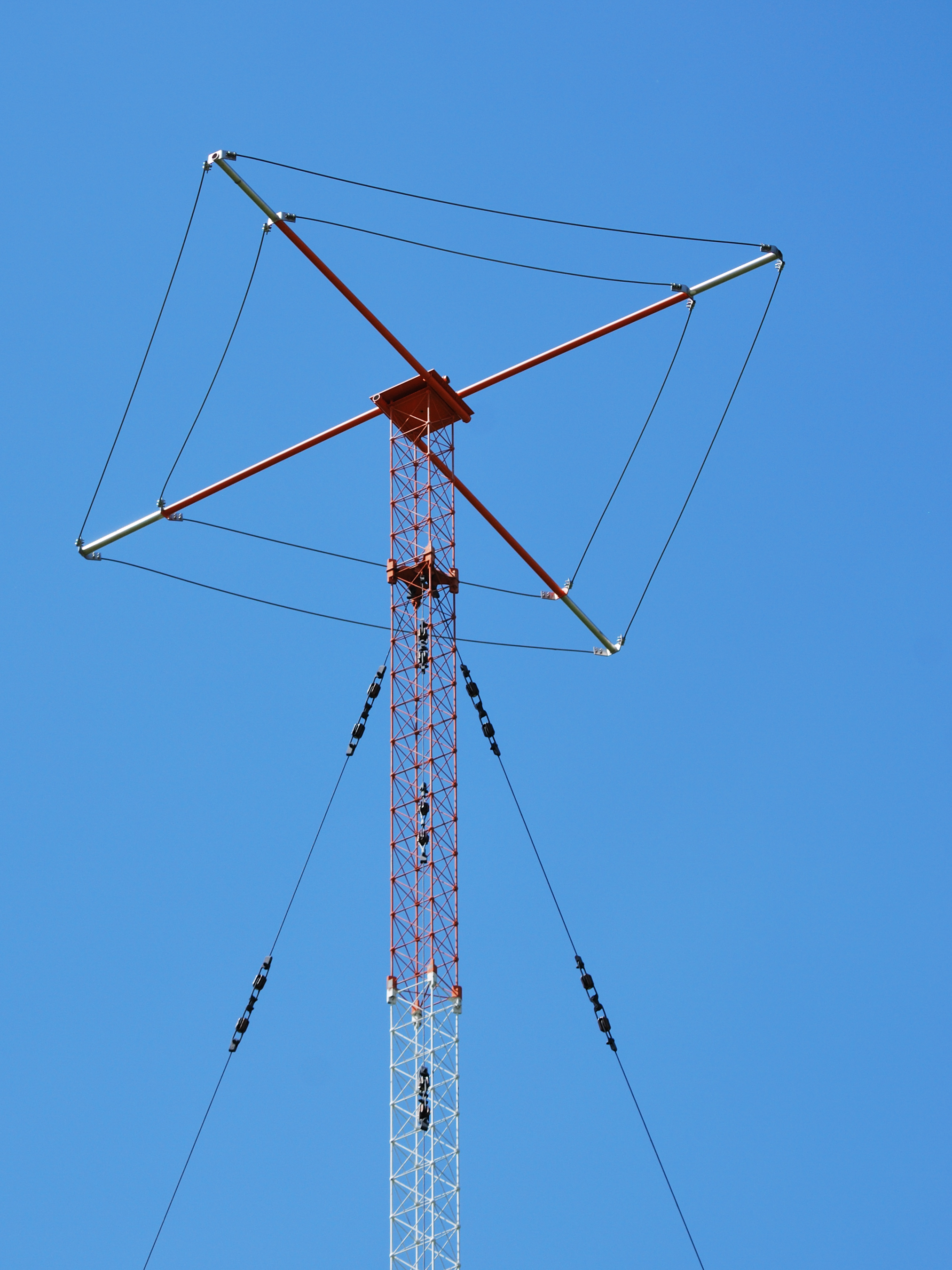
Spinnennetzartige Dachkapazität an der Spitze des Senders Hirschlanden (Ditzingen)
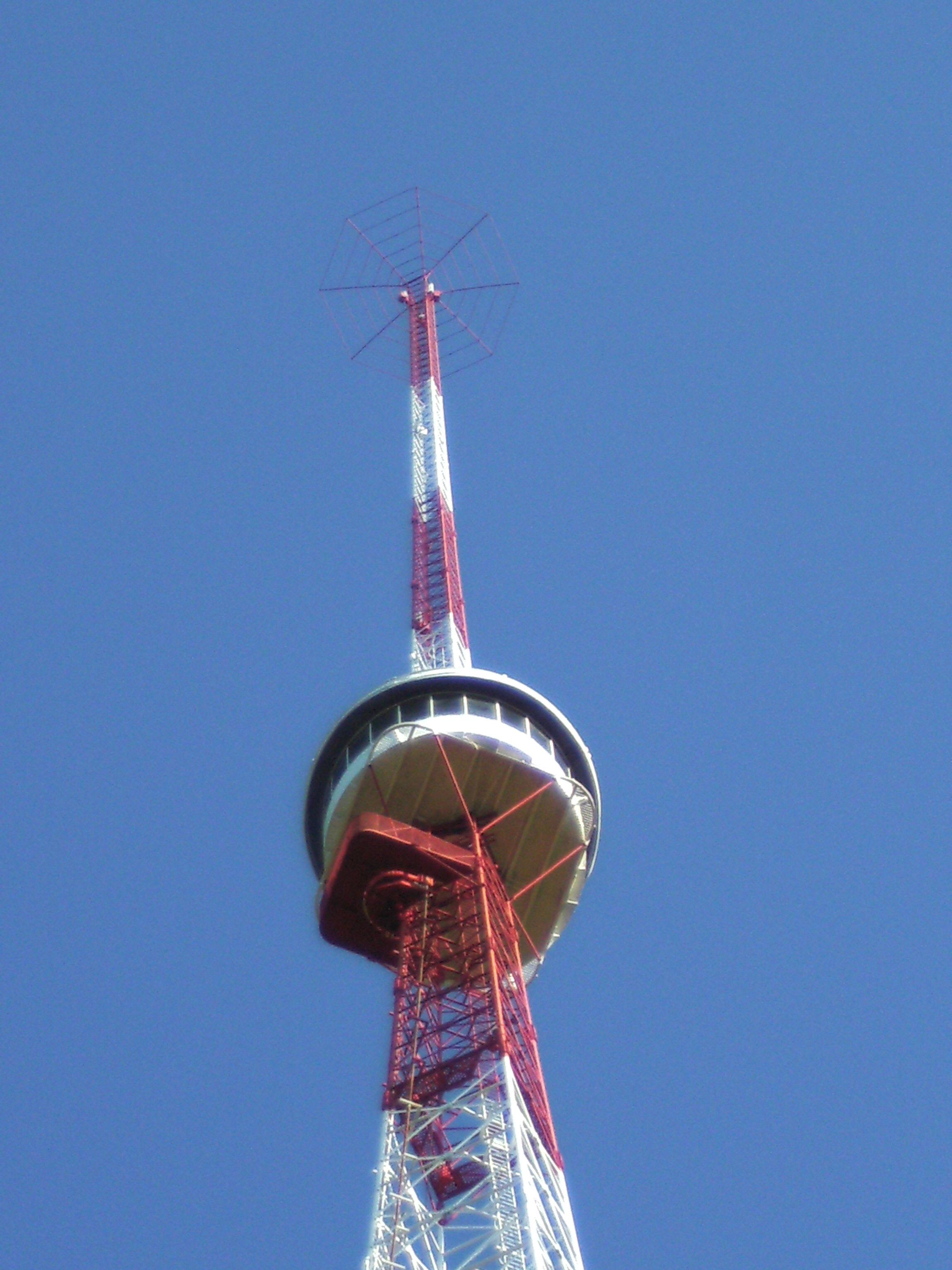
Spitze des Blosenbergturms mit Dachkapazität
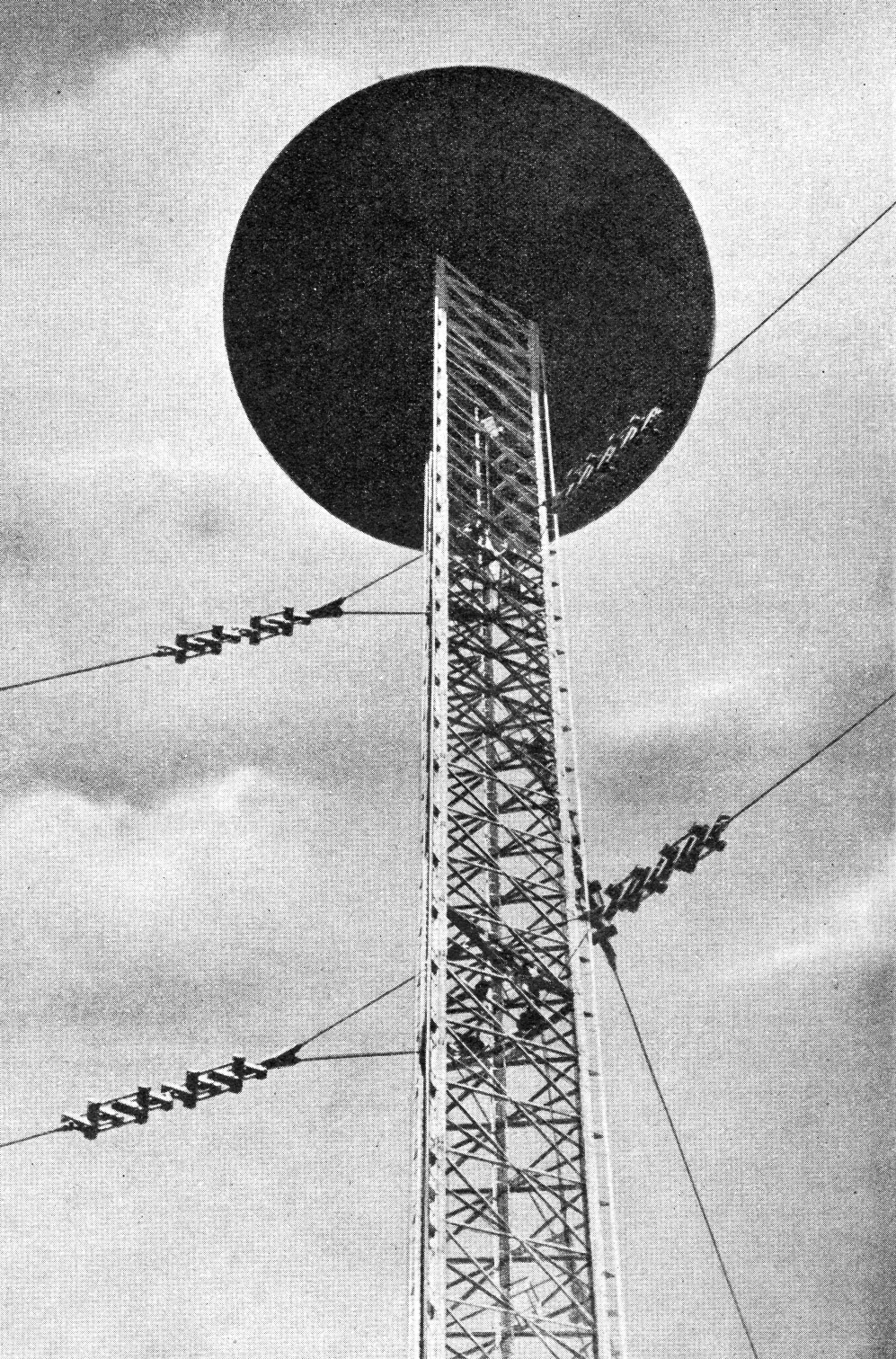
Die linsenförmige Dachkapazität am Sendemast des Deutschlandsenders III
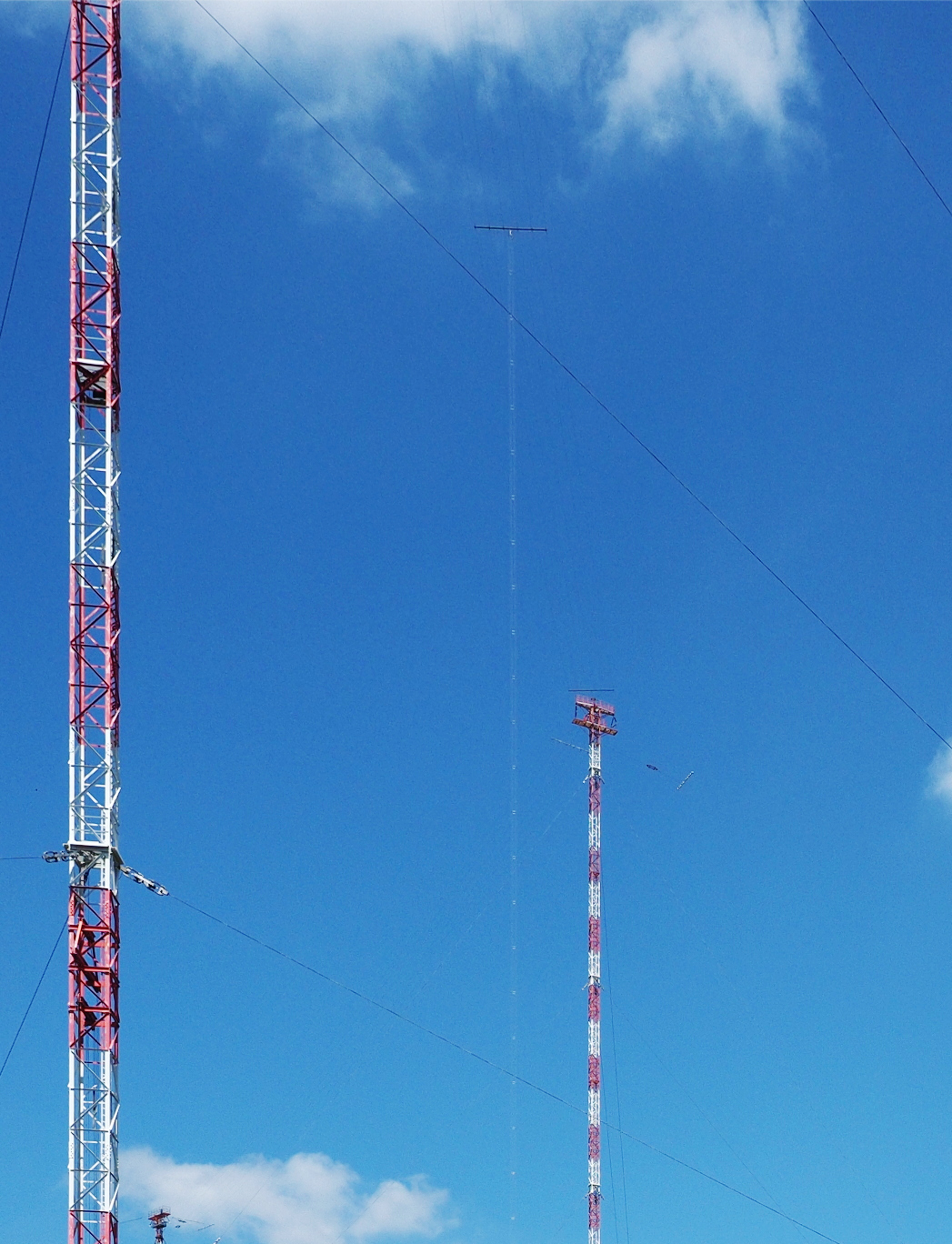
Dachkapazität (horizontales Seilfeld zwischen den Mastspitzen) der Sendeanlagen in Mainflingen

## Alternative
Eine Alternative mit gleichem Ziel der elektrischen Verlängerung der Antenne (bzw. ihrer mechanischen Verkürzung) ist eine Verlängerungsspule, angebracht nahe dem Fußpunkt oder der Mitte der Antenne. Diese kann allerdings zumeist nicht so verlustarm realisiert werden wie eine Dachkapazität.